# Tepebaşı (Ermenek)
Tepebaşı ist ein türkischer Ort in der Provinz Karaman im Landkreis Ermenek.
In osmanischer Zeit hieß das Dorf Bendam, später Halimiye.

## Lage
Tepebaşı liegt im Taurus-Gebirge im Göksu-Tal auf einer Höhe von 1300 m. Es hat etwa 500 Einwohner.

## Wirtschaft
Die Bewohner von Tepebaşı leben hauptsächlich von Viehzucht und Landwirtschaft. Neben Getreide und Wein werden Früchte wie Äpfel, Birnen und Kirschen angebaut. Weiterhin werden verschiedene Nusssorten, insbesondere Walnüsse angebaut.